# NGC 7818
NGC 7818 је спирална галаксија у сазвежђу Рибе која се налази на NGC листи објеката дубоког неба.
Деклинација објекта је + 7° 22' 45" а ректасцензија 0h 4m 9,0s. Привидна величина (магнитуда) објекта NGC 7818 износи 14,1 а фотографска магнитуда 14,8. NGC 7818 је још познат и под ознакама UGC 21, MCG 1-1-19, CGCG 408-19, PGC 288.